# 東京都道157号乞田東寺方線
東京都道157号乞田東寺方線（とうきょうとどう157ごう こったひがしてらかたせん）は、東京都多摩市乞田の東京都道18号府中町田線交点から、同市和田の東京都道20号府中相模原線交点に至る一般都道である。

## 概要
- 陸上距離：?km
- 起点：多摩市乞田（東京都道18号府中町田線交点）
- 終点：多摩市和田　多摩市立多摩第二小学校正門前（東京都道20号府中相模原線交点）
- 都市計画路線名：多摩3・4・19

## 路線状況
ほとんどが片側2車線である。

### 交通データ
平成22年（2010年）度時点での、道路交通センサスによる乞田東寺方線の交通データについて以下の通りである。
- 大型車：1,418台、小型車：10,803台、二輪車類：576台、自転車類：400台、歩行者類：319人（いずれも12h計）
- 車道部：22.50m、歩道部：3.00m。

（観測地点：多摩市乞田1207）

### 支線
- 多摩市落川 - 同市和田

## 地理

### 通過する自治体
- 多摩市

### 交差・接続する道路
- 東京都道18号府中町田線（多摩市）
- 東京都道20号府中相模原線（多摩市）

### 沿線の施設
- 多摩市立東寺方小学校
- 多摩市立多摩第二小学校